# Garküche (Leutenberg)
Das Hotel Garküche ist ein Hotel in Leutenberg im Thüringer Wald. Seine Geschichte geht bis in das 17. Jahrhundert zurück. Bis 1906 wurde hier ein eigenes Bier gebraut.

## Geschichte
Der Begriff Garküche stammt aus dem 17. Jahrhundert. Zu dieser Zeit entstanden in vielen deutschen Städten Garküchen, in denen einfache und vor allem preiswerte Speisen für den armen Teil der Bevölkerung gekocht wurden. Später war die Bezeichnung Garküche verpönt und die Garküchen gaben sich attraktivere Namen. Die Garküche in Leutenberg blieb ihrem Namen jedoch treu, da sich mit ihm die über 350-jährige Tradition des Hauses verband.
Am 7. Mai 1800 brannte die Garküche in einem Stadtbrand nieder. Auf den alten Fundamenten wurde ein neues Gebäude aufgebaut. Bei einem weiteren Stadtbrand im Jahr 1865 wurde das Haus verschont. Nur ein paar Häuser in der Straße brannten ab und so ergab sich die Gelegenheit, das Ensemble von Marktbrunnen, Markt, Markttreppen, Stadtkirche und Friedensburg zu gestalten. Im Jahr 1882 kaufte Heinrich Hermann Schmidt vom alten Unbehaun das Haus rechts neben der Torfahrt. 1914 wurde darin der Fleischerladen der Garküche eingerichtet. Zu Zeiten des Sozialismus musste dieser der Konsumgenossenschaft zwangsverpachtet werden. Im Jahr 1937 kaufte Johann Karl Schmidt das Nachbarhaus, ließ es abreißen und baute es als Hotel zusammen mit der alten Garküche neu auf.
Heute ist die Garküche Deutschlands einziges Hotel mit einer Grotte.